# 隐斑狼蛛
隐斑狼蛛（学名：Lycosa condolens）为狼蛛科狼蛛属的动物。在中国大陆，分布于新疆等地。

## 亚种
- 细长狼蛛（学名：Lycosa dimideata virgata），Kulczynski于1901年命名。在中国大陆，分布于等地。该物种的模式产地在欧洲。[2]